# 飯田善彦
飯田 善彦（いいだ よしひこ、1950年3月26日 - ）は、日本の建築家。元横浜国立大学Y-GSA教授。

## 経歴
- 1950年 埼玉県浦和市（現・さいたま市）に生まれる。
- 1973年 横浜国立大学工学部建築学科卒業
- 1974年 （株）計画設計工房（谷口吉生・高宮真介）に入社。
- 1980年 一級建築士事務所（株）建築計画（共同：元倉真琴）設立
- 1986年 一級建築士事務所（株）飯田建築工房設立
- 1991年 （株）飯田善彦建築工房一級建築士事務所に改組
- 2012年 横浜国立大学Y-GSA退任。

## 主な作品
- 1991年 葉山の家（葉山市 住宅）- 住宅建築賞受賞
- 1993年 蓼科斜楼（長野県 別荘）- 中部建築賞受賞
- 1995年 川上村林業総合センター森の交流館（長野県 地域施設）- 建築学会作品賞受賞／木材活用コンクール最優秀賞
- 1996年
  - 興亜石油大阪リファイニングセンター（大阪 事務所、精油所）- グッドデザイン賞受賞／労働大臣賞受賞（労働省）
  - 北総花の丘公園 花と緑の文化館（千葉県 地域施設）

- 1997年
  - 逗子K邸 （逗子市 住宅) -  INTER INTRA SPACE SELECTION 2000デザイン賞受賞
  - 日経アーキテクチュア優秀賞及び元町特別賞受賞
  - 横浜市市沢地区センター（横浜市 コミュニティ施設）

- 2000年 横浜国立大学図書館基本構想
- 2001年 LOOP HOUSE（軽井沢 住宅）- 木質建築デザイン空間コンテスト優秀賞受賞
- 2002年
  - 東村立新富弘美術館建設国際設計競技優秀賞
  - 名古屋大学野依研究センタープロポーザル最優秀賞
  - 名古屋大学野依記念学術交流館（名古屋市 会議施設、宿泊施設）
  - 名古屋大学野依記念物質科学研究館（名古屋市 大学実験棟）- BCS賞受賞／中部建築賞受賞／愛知まちなみ建築賞受賞
  - 横須賀市営鴨居住宅建替建築設計コンペ 最優秀賞
  - 松岡病院（久留米市 病院）

- 2003年
  - 横浜市立大学交流プラザ（横浜市 多目的ホール等） - 神奈川建築コンクール奨励賞受賞
  - ピア赤レンガ（横浜市  観光船待合所）

- 2004年
  - 龍谷大学深草学舎キャンパス修景構想公開プロポーザル最優秀賞
  - 龍谷大学深草キャンパス修景計画（京都市 ランドスケープ等）

- 2005年
  - 横須賀市営鴨居住宅第1期（横須賀市 共同住宅）
  - 舞子浜病院（福島県）
  - 横須賀市営鴨居住宅第2期（横須賀市 共同住宅）

- 2006年
  - SHEMA Factory, R&D Center（フランス 工場）最優秀賞
  - 佐野清澄高等学校体育館（佐野市 体育館）最優秀賞
  - 千鳥橋病院附属粕屋診療所（福岡県）

- 2007年 日の出スタジオ（横浜市 展示場）
- 2008年 横浜国立大学建築学棟・工学基礎棟改修（横浜市 学校施設）
- 2009年 元石川小学校第二方面校設計プロポーザル最優秀賞
- 2010年 横浜市脱温暖化モデル住宅推進事業プロポーザル最優秀賞
- 2011年
  - 沖縄県新看護研修センター設計競技最優秀賞
  - 京都府新総合資料館設計競技最優秀賞
  - 名古屋大学理学南館（名古屋市 大学実験棟+講堂）

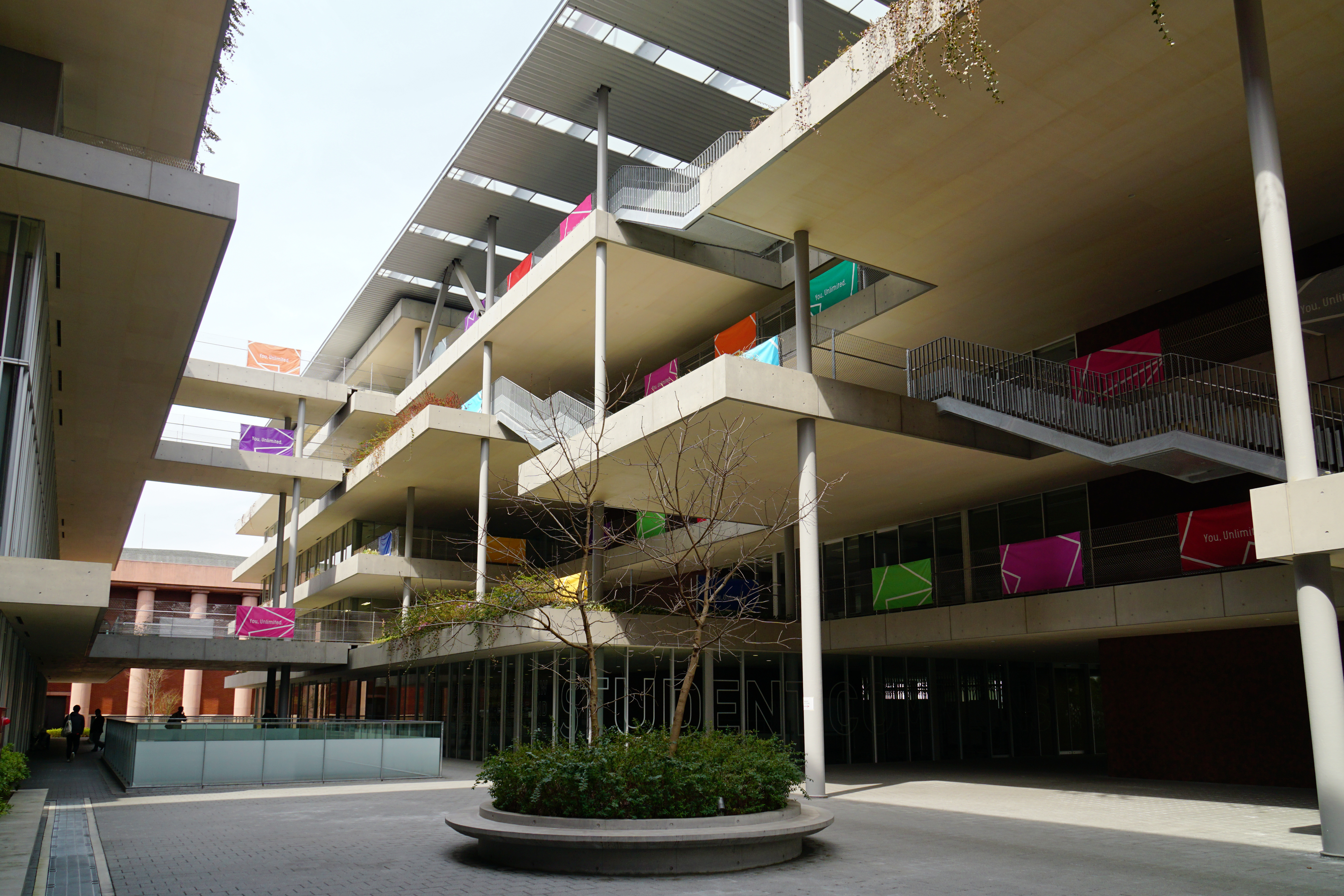
龍谷大学深草キャンパス和顔館

- 2012年 龍谷大学 新1号館建替計画競技 最優秀賞
- 2016年 龍谷大学深草キャンパス和顔館 BCS賞[1]